# Ri Kyong-Ok
Ri Kyong-Ok (3 de enero de 1980) es una deportista norcoreana que compitió en judo.
Ganó una medalla en el Campeonato Mundial de Judo de 2001, y dos medallas en el Campeonato Asiático de Judo en los años 2001 y 2004. En los Juegos Asiáticos de 2002 consiguió una medalla de bronce.

## Palmarés internacional
| Campeonato Mundial  | Campeonato Mundial    | Campeonato Mundial | Campeonato Mundial |
| Año                 | Lugar                 | Medalla            | Categoría          |
| ------------------- | --------------------- | ------------------ | ------------------ |
| 2001                | Múnich (Alemania)     | Medalla de plata   | –48 kg             |
| Juegos Asiáticos    |                       |                    |                    |
| Año                 | Lugar                 | Medalla            | Categoría          |
| 2002                | Busan (Corea del Sur) | Medalla de bronce  | –48 kg             |
| Campeonato Asiático |                       |                    |                    |
| Año                 | Lugar                 | Medalla            | Categoría          |
| 2001                | Ulán Bator (Mongolia) | Medalla de oro     | –48 kg             |
| 2004                | Almatý ( Kazajistán)  | Medalla de plata   | –48 kg             |